# Jens Selmer
Jens Andreas Selmer (født 17. maj 1911 i Dovre, død 30. august 1995) var en prisbelønnet norsk arkitekt, kendt for offentlige projekter i Efterkrigstiden.
Efter examen artium i Drammen 1931 studerede han ved Kungliga Tekniska Högskolan frem til 1936 og arbejdede også i Stockholm frem til 1938, da han flyttede til Oslo og arbejdede for Gudolf Blakstad, Herman Munthe-Kaas og Arnstein Arneberg før han startede egen praksis i 1943. Fra 1945 tegnede han rundt-regnet 800 Finnmarks-hus og OBOS-blokke, 44 huse for kunstere ved Ekely og flere blokke i Bølerlia. Med konen Wenche Selmer som han giftede sig med i 1954 vant han flere priser.

## Udmærkelser
- Sundts premie 1956/57 med Preben Krag for blokkene på Bøler
- Sundts premie 1962/63 for eneboligen med konen Wenche Selmer
- Treprisen 1969 med konen Wenche Selmer
- Oslo bys kunstnerpris 1980 med Preben Krag